# Slammiversary X
Slammiversary X fue la octava edición de Slammiversary, un evento pago por visión de lucha libre profesional producido por la empresa Total Nonstop Action Wrestling (TNA), el cual celebra el[décimo aniversario de la compañía.Este evento dio el inicio del primer inducido en el salón de la fama de TNA. Tuvo lugar el 10 de junio de 2012 desde el College Park Center en Arlington, Texas. El Lema del evento es 10 Years of Total Nonstop Action Wrestling (10 años de Total Nonstop Action Wrestling), EL tema musical del evento es "Glorious" de Raphael Lake de Extreme Music Library Ltd

## Resultados
- Austin Aries derrotó a Samoa Joe reteniendo el Campeonato de la División X (13:26).
  - Aries cubrió a Joe después de un "BrainBuster".
- Hernández derrotó a Kid Kash (03:09).
  - Hernández cubrió a Kash después de un "Diving Splash".
- Devon & Garett Bischoff derrotaron a Robbie E & Robbie T (04:24).
  - Devon cubrió a Robbie E después de un "Spinebuster".
- Mr. Anderson derrotó a Jeff Hardy y Rob Van Dam ganando una oportunidad por el Campeonato Mundial Peso Pesado de la TNA (10:25).
  - Anderson cubrió a RVD después de revertir un "Rolling Thunder" en un "Mic Check".
- James Storm derrotó a Crimson (04:04).
  - Storm cubrió a Crimson después de un "Superkick".
  - Esta fue la primera derrota de Crimson en la TNA.
- Miss Tessmacher derrotó a Gail Kim ganando el Campeonato Femenino de la TNA (06:44).
  - Tessmacher cubrió a Kim con un "Victory roll" después de que Kim intentara el "Tess-shocker" de Tessmacher.
- Joseph Park derrotó a Bully Ray (11:57).
  - Park cubrió a Ray después de un "Chockslam" de Abyss contra una mesa.
- A.J. Styles & Kurt Angle derrotaron a Christopher Daniels & Kazarian ganando los Campeonatos Mundiales en Parejas de la TNA (22:53).
  - Angle forzó a Kazarian a rendirse con un "Ankle Lock".
- Bobby Roode derrotó a Sting reteniendo el Campeonato Mundial Peso Pesado de la TNA (12:33).
  - Roode cubrió a Sting después de golpearlo en la cabeza con una botella de cerveza.